# Michel Dagbert
Michel Dagbert, né le 28 janvier 1962 à Barlin (Pas-de-Calais), est un homme politique français. Il était membre du PS.
Ancien aide-soignant, il est président du conseil départemental du Pas-de-Calais de 2014 à 2017 et sénateur de 2017 à 2023, membre du groupe socialiste, puis du groupe Rassemblement des démocrates, progressistes et indépendants.

## Biographie

### Jeunesse et famille
Michel Dagbert est né le 28 janvier 1962 à Barlin. Il est issu d’une famille ouvrière, son père était mineur.

### Engagement politique et associatif
En 1978, Michel Dagbert commence son engagement politique en militant à la section MJS de Barlin.

### Politique municipale
Michel Dagbert entre au conseil municipal de Barlin le 6 mars 1983, à 21 ans, dans la liste du maire Joseph Brabant.
En juillet 2019, il annonce qu'il ne se présente pas aux municipales de Béthune en mars 2020.

### Entrée au département du Pas-de-Calais
Le 9 juin 2002, Michel Dagbert devient conseiller général du canton de Barlin. Il est réélu en 2004 et devient président de la commission des affaires sociales (enfance, handicap, seniors…).
Après le renouvellement partiel de l’assemblée départementale en 2008, il devient vice-président chargé du personnel, du suivi de la territorialisation des politiques départementales et de la coopération décentralisée.

### Président du Conseil départemental du Pas-de-Calais

#### Succession de Dominique Dupilet (juin 2014)
À la suite de la décision de Dominique Dupilet de quitter la présidence du Conseil Général du Pas-de-Calais en juin 2014, le groupe socialiste départemental se réunit pour désigner son successeur. Michel Dagbert et Olivier Majewicz (maire d’Oye-Plage et lui aussi vice-président du Conseil Général) s’affrontent et  le premier l’emporte avec seulement une voix d’avance. Il est élu président par l’assemblée départementale le 23 juin 2014 par 60 voix sur 77.

#### Réélection en mars 2015
Michel Dagbert est candidat à sa succession dans le canton de Nœux-les-Mines (dont fait partie l’ancien canton de Barlin où il était élu jusqu’alors). En binôme avec la conseillère municipale de Nœux-les-Mines Karine Gauthier, ils arrivent en tête lors du premier tour et l’emportent avec 53,98 % des voix au second tour.

### Sénateur du Pas-de-Calais
Élu sénateur en 2017, il quitte le groupe PS pour rallier le RDPI en décembre 2021. Il ne se représente pas en 2023.

### Élections de 2022
Il se présente ensuite aux élections législatives, mais est battu par Thierry Frappé au second tour dans la dixième circonscription du Pas-de-Calais.